# Детоксикація (Доктор Хаус)
«Детоксикація» (англ. Detox)  — одинадцята серія першого сезону американського телесеріалу «Доктор Хаус». Прем'єра епізоду проходила на каналі FOX 15 лютого 2005.
Дівчина потрапляє в аварію після того, як помічає, що її друг кашляє кров'ю. Кровотеча у хлопця не зупиняється після аварії. Кадді укладає з Хаусом угоду: якщо він зможе обійтися без вікодину тиждень, вона звільнить його від пацієнтів клініки на цілий місяць. Форман і Кемерон бояться, що абстинентний синдром заважає Хаус мислити здорово і може стати причиною смерті пацієнта.

## Сюжет
Дівчинка-підліток переконує свого хлопця дозволити їй покататися на дорогому Porsche його батька. Однак під час поїздки хлопець починає нестримно кашляти та кашляти кров'ю. Вона ледь уникає однієї аварії, але все одно вони потрапляють в інше ДТП.
Хаус чекає свій вікодін в аптеці, але його випадково доставили в дослідницький відділ. Кемерон розповідає Хаусу про хлопчика — він все ще кашляє кров'ю через три тижні після аварії, і в нього було кровохаркання до автомобільної аварії. Хаус вважає, що це спадкова гемолітична анемія. У цей момент Кадді підходить і починає переглядати історію хвороби. Вона починає виключати діагнози. Хаус зацікавився і береться за справу.
Хаус збирає команду разом. Пацієнт помре за кілька днів, якщо вони не зможуть зрозуміти, що не так з його еритроцитами. Хаус каже їм ігнорувати причини навколишнього середовища, тому що якби це було, він би одужав, просто перебуваючи в лікарні. Команда не може визначити один діагноз тому Хаус замовляє серію тестів на основі пропозицій своєї команди.
Хаус повертається в аптеку і отримує свій вікодін.Кадді бачить, як він ковтає таблетки, і каже, що існують інші способи впоратися з болем. Вона думає, що він залежний і використовує вікодін, щоб отримати кайф. Вона закладаєьбся з ним на тиждень відпустки в клініці, що він не зможе відмовитися від наркотиків протягом тижня. Вони сперичаються, поки Кадді не запропонує не працювати в клініці протягом місяця, і тоді він погоджується.
Кемерон отримує анамнез від батька пацієнта щодо можливого вживання наркотиків. Пацієнт заперечує, що вживав наркотики, але його волосся все одно перевіряють. Однак тест на наркотики негативний. Батько заперечує, що будь-що в його історії могло спричинити проблему. Камерон припускає інші можливості: інфекція, вовчак, рак — мати пацієнта померла від раку підшлункової залози. Пацієнту роблять біопсію, яка показує, що це не рак. Всі аналізи негативні, а гематокрит все ще падає. Однак пацієнту раптово стає гірше — він починає втрачати зір на ліве око.
Форман оглядає око — у нього тромб у сітківці. Вони не можуть лікувати його засобами для розрідження крові або зробити операцію, тому що він спливе кров'ю до смерті. Хаус запитує, як у пацієнта з кровотечею може початися тромб. Вілсон приходить з командою, щоб скласти компанію Хаусу під час його тижня без вікодіну. Хаус каже, що він не переживає відмову, і закликає їх повернутися до справи. У пацієнта не може бути інфекція або рак, які є звичайними причинами тромбів. Хауса відволікає красива жінка, яка робить розтяжку в його офісі. Він наказує своїй команді перевірити серце та внутрішньовенно лікувати інфекцію. Він вважає цю жінку повією, але її щойно найняв Вілсон, щоб зробити Хаусу лікувальний масаж. Хаус починає відчувати себе краще відразу.
Пацієнт не їсть, тому що йому не подобається лікарняна їжа. Він вважає, що сліпота буде постійною, тому що її не лікують. Антибіотики не діють, тому Хаус збільшує дозу. Чейз пропонує видалити склоподібне тіло з ока пацієнта, щоб згусток розпався сам по собі. Процедура проходить добре, зір повертається.
До хворого приходить дівчина, і у хворого починається блювання. Його везуть у реанімацію, бо в нього відключається печінка. Хаус кидається на батька пацієнта. Команда вважає, що це через його біль.
Його команда обговорює, чи повинен Хаус працювати без знеболювальних. Хаус заходить, щоб обговорити пошкодження печінки. Камерон зазначає, що це не може бути анемія. Хаус пропонує гепатит Е. Він замовляє ліки, від яких пацієнтові стане гірше, якщо він хворий, щоб вони могли його діагностувати. Якщо у нього немає гепатиту, він, ймовірно, має вовчак, незважаючи на негативний тест ANA, але якщо вони лікуватимуть його від вовчака, а проблема в гепатиті, вони вб'ють пацієнта. Команда обговорює, що робити, тому що вони не можуть сказати батькові правду про те, що вони роблять. Однак Чейз підтримує Хауса.
Хаус страждає від нестачі вікодину. Він навмисне ламає собі пальці, щоб отримати ендорфін.
Батько не хоче погоджуватися на курс лікування Хауса. Кемерон зізнається йому, що не думає, що це вийде.
Вілсон лікує Хауса, який бреше про те, як зламав собі пальці, і Вілсон ловить його на брехні. Вілсон вважає, що Хаус зробив це, щоб подолати брак знеболюючих. Кадді приходить, щоб сперечатися з Хаусом про те, що Кемерон збрехав батькові пацієнта. Хаус також відмовився лікувати пацієнта від вовчака. Однак, не маючи альтернативи, батько нарешті погодився на курс лікування Хауса.
Однак, перш ніж вони можуть почати лікування, у пацієнта починаються галюцинації та знову починається кровотеча (цього разу з прямої кишки). Потім у пацієнта настає гіповолемічний шок.
Ангіографія виявила, що у пацієнта сильна внутрішня кровотеча та відмова печінки. Кемерон інтерпретує галюцинації як психоз і зазначає, що це вказує на вовчак, але Хаус відповідає, що хвороба прогресує занадто швидко. Кемерон вважає, що Хаус облажався, і тепер пацієнту потрібна нова печінка. Хаус каже їм включити його в список трансплантації.
Повернувшись у свій офіс, Хаус починає блювати від відміни. Форман запитує, що сталося з пальцями Хауса. Форман вважає, що блювота викликана абстиненцією, але Хаус стверджує, що це нудота від болю. Він дає Хаусу вікодін, щоб «прикрити власну дупу», оскільки вважає, що Хаус не може функціонувати без них, і він уб'є пацієнта.
Вони кажуть батькові, що це вовчак і лікувати його вже пізно. Батько злиться, коли йому кажуть, що синові потрібна нова печінка. Однак у них будуть проблеми з пошуком трансплантата, оскільки батько несумісний.
Хаус запитує батька пацієнта про те, чому пацієнт під час галюцинації сказав «Джулс». Виявляється, це сімейний кіт, який помер близько місяця тому. Хаус хоче знати, як помер кіт. Подруга каже, що коту було 15 років, тому це була старість. Хаус каже, що у пацієнта немає вовчака. Хаус змушує Формана і Чейза ексгумувати мертвого кота. Хаус починає розтин трупа.
Приходить нова печінка пацієнта, і вони готують пацієнта до трансплантації. Пацієнта вводять під наркоз, але Хаус вривається в операційну і каже доктору Гурані припинити — це гостре отруєння нафталіном від термітів, згідно з розтином кота. Нафталін просто отруїть нову печінку. Щоб змусити їх зупинитися, Хаус розстирелізовує стерильне поле операційної.
Хаус каже команді не робити трансплантацію. Пацієнт втрачав вагу, і оскільки нафталін накопичувався в жирових клітинах пацієнта, коли пацієнт втрачав вагу через те, що не їв лікарняну їжу, нафталін вивільнявся. Батько знаходить Хауса і б'є його. Хаус каже батькові, що у кота були ті ж симптоми, що й у його сина. Він також каже йому, що нова печінка не принесе користі для його сина, оскільки операція викине більше нафталіну в його кров. Вони починають годувати пацієнта, щоб він не спалив жир, а Форман і Чейз йдуть шукати термітів. Вони знаходять велике гніздо в стінах навколо кімнати хворого.
Хворий одужує. Хаус закінчує тиждень без вікодину і зізнається Вілсону, що він усвідомив, що він наркозалежний, але повернеться до наркотиків. Він не думає, що наркотик завдає йому шкоди; це дозволяє йому виконувати свою роботу і знімає його біль. Вілсон явно не погоджується, але не має переконливих аргументів.
Вілсон і Кадді обговорюють результати тижневої відмови Хауса від вікодіну. Хоча Кадді зробила ставку, виявилося, що це була ідея Вілсона.
Хаус лежить на кірслі і слухає музику. Він відкриває очі, можна побачити розширені зіниці, начебто закам'янілі від вікодину. Однак його зіниці не були б розширені. Вони були б звужені.

## Остаточний діагноз в серії
- Отруєння нафталіном